# إدارة أتلانتيدا
أتلانتيدا (بالإسبانية: Atlántida) هي مقاطعة في هندوراس تقع على الشاطئ الشمالي من منطقة البحر الكاريبي في أمريكا الوسطى. العاصمة هي مدينة لا سيبا.
في العقود الماضية تعتبر السياحة أهم مصدر للدخل. يقدر عدد سكانها حوالي 372.532 نسمة حسب إحصائية 2005. تغطي المساحة الإجمالية حوالي 4،251 كيلومتر مربع